# 好利威
好利威（英語：Armada，前稱After The Dance），是一匹曾在香港出賽的已退役賽駒，練馬師是蔡約翰，爲2005/2006馬季最大進步馬匹和2006/2007馬季最佳一哩馬。

## 競賽生涯

### 2005-06年馬季
雖然好利威可在2004年-2005年馬季出戰，但蔡約翰沒有安排牠在該馬季出賽，到4歲時才在比賽首度亮相。11月5日，在一場4班1200米初次上陣。雖然賠率是23倍的半冷門，不過此駒在最後三百米催策，最後一百米明顯取得優勢，以超過兩個馬位擊敗其他對手，亞軍是大熱門果然好。
第二場比賽增程1400米及被篇排到三班比賽。今次更將超過4個馬位擊敗一眾對手。好利威原定在2月26日出戰3班賽事，並由韋達首次策騎，不過因為呼吸系統疾病被競賽小組勒令退出。好利威在4月1日再次亮相，再次以後上戰略輕鬆帶離其他對手。4月30日首度在二班賽事比賽，再度輕鬆以1個多馬位勝出。5月28日，在天雨下黏地馬場成功取得勝利，取得五連勝。
香港賽馬會在6月公佈最佳人馬獎，當中好利威與永利好爭奪最大進步馬匹的榮譽，由於雙方進步分數接近，加上兩馬已報名參與7月2日沙田一哩錦標賽事（一班），此獎項需在最後一場比賽分出高下，雙方都是首次出戰1600米，好利威成為賽事中大熱門，賽事好利威與永利好留守中間，直路上永利好一度受阻，好利威率先帶出，雖然永利好嘗試後上追過好利威，但先過終點的是好利威，好利威季內保持不敗身，6戰6勝。更成為馬季最大進步馬匹，積分由季初的52分急升至110分。

### 2006-07年馬季
好利威今季第一場比賽是匯豐卓越理財碗，是競賽生涯中第一場分級賽，好利威成為了大熱門，可是不敵冷門馬匹騏綵之下得第四，是牠出賽以來第一場敗績。吃了一場敗戰後，立即在分級賽勝出，在香港一哩錦標預賽擊退了擅戰一哩的良駒，更獲得香港一哩錦標的參賽資格。
12月10日出戰香港一哩錦標，直路上試圖挑戰義先帶出來的星運爵士，但是後追時外閃失位，終點前卻僅負對手，僅得亞軍，這場賽事之失，鞍上人騎師韋達被各界評擊他的差劣發揮。其後終在董事盃中，重新取得優勢，一如以往採取後上戰略，輕鬆奪冠。有消息指出海外傳媒也認定牠是當時全世界最佳一哩馬之一。
跟著出戰二級賽主席錦標，賽前有傳健康有點毛病，但繼續成為大熱門，最後直路一度領先，不過受到好爸爸的挑戰，最後五十米被好爸爸超越，飲恨而回。後來好利威因毛病迴避了冠軍一哩賽的賽事。
好利威成為馬季最佳一哩馬。

### 2007-08年馬季
季初，蔡約翰有意安排好利威出戰香港一哩錦標，不過卻因毛病而沒有操練，更缺席多項賽事。相隔接近一年，好利威再度於賽事亮相，在女皇銀禧紀念盃亮相，不過因為直路上衝刺反應一般，十一匹馬當中只得第八。下一戰是4月6日的主席錦標，再度發揮以往後上的威力，擊敗了嘗試挑戰牠的喜聚寶奪冠。4月27日出戰冠軍一哩賽，再度與好爸爸較量，但好爸爸在最後二百米領先，最後好利威無法挑戰他，得一席亞軍。
好利威已到於6月8日在東京競馬場參加舉行的安田紀念賽，這是練馬師蔡約翰在香港開倉以來第一次派遣馬匹前往香港以外的地區參賽（包括澳門的澳港盃），比賽沿途跟前，直路上仍有餘力，不過被伏特加率先突圍，最後三個多馬位屈居亞軍。

### 2008-09年馬季
好利威第一戰跑回香港短途錦標預賽，在直路最後三百米才有反應，後上太遲僅取得第五。然後出戰香港一哩錦標，大家對牠仍然很有期望和極高的肯辛，所以仍成為大熱門，但只能取得第六。好利威避戰1月舉行董事盃後，相隔三個月出戰報名角逐女皇銀禧紀念盃，由冼毅力策騎，結果取得第五。然後參戰主席錦標，韋達選騎再豐裕由普萊西策騎，最終僅得第四。在冠軍一哩賽中，曾帶在前列位置，在直路毫無威脅，只得第九，其香港評分趺回120分以下。練馬師仍安排牠前往日本角逐第59屆安田紀念，由主戰騎師韋達出賽，今次將會與同馬房的勝眼光角逐此項賽事。在比賽中迅速跟隨桂冠戰士放頭，在直路曾經爭逐前列位置，但是當天空深處帶出來的時候開始乏力，最後以第八名完成比賽。

### 2009-10年馬季
好利威的第一場賽事是三級賽精英碗，但是大敗而回。然後在香港短途錦標賽事中只得第十一。由於成績平平，未能角逐香港國際賽事，12月13日出戰香港國際賽事同日舉行的第一班賽事，在直路作出威好反應，面對較輕磅的大熱門締造美麗，僅僅未能追過奪亞。
其後重返分級賽，角逐華商會挑戰盃，在最後僅不敵好日子跑第四。然後一級賽董事盃跑第五而回。一星期後，增程角逐百週年紀念銀瓶，臨場獲起票支持成為次熱門，比賽居中後位置，直路後上有反應，但未能威脅前列馬匹跑第五。3月14日角逐女皇銀禧紀念盃，表現平平只得第七名，2010年已經退役。

## 詳細賽績
| 日期       | 馬場 | 距離   | 級別 | 賽事名稱            | 負重 | 騎師   | 出馬 | 名次 | 時間    | 距離   | 頭馬（二馬） |
| ---------- | ---- | ------ | ---- | ------------------- | ---- | ------ | ---- | ---- | ------- | ------ | ------------ |
| 5/11/2005  | 沙田 | 草1200 |      | 第四班讓賽          | 124  | 白布朗 | 12   | 1    | 1:09.4  | 2 1/2  | （果然好）   |
| 31/1/2006  | 沙田 | 草1400 |      | 第三班讓賽          | 119  | 白布朗 | 14   | 1    | 1:21.4  | 4 1/2  | （先力之城） |
| 1/4/2006   | 沙田 | 草1400 |      | 第三班讓賽          | 128  | 韋達   | 14   | 1    | 1:21.8  | 1 3/4  | （心福）     |
| 30/4/2006  | 沙田 | 草1400 |      | 黃頌顯盃（2班）     | 121  | 韋達   | 14   | 1    | 1:22.2  | 1 1/2  | （財到得勝） |
| 28/5/2006  | 沙田 | 草1400 |      | 第二班讓賽          | 129  | 韋達   | 14   | 1    | 1:23.7  | 1 1/4  | （好輝煌）   |
| 2/7/2006   | 沙田 | 草1600 |      | 沙田一哩錦標（1班） | 124  | 韋達   | 14   | 1    | 1:34.7  | 頸位   | （永利好）   |
| 29/10/2006 | 沙田 | 草1200 | HKG3 | 匯豐卓越理財碗      | 114  | 韋達   | 14   | 4    | 1:08.3  | 1 1/2  | 騏綵         |
| 19/11/2006 | 沙田 | 草1600 | HKG2 | 香港一哩錦標預賽    | 123  | 韋達   | 11   | 1    | 1:34.0  | 3/4    | （星運爵士） |
| 10/12/2006 | 沙田 | 草1600 | G1   | 香港一哩錦標        | 126  | 韋達   | 14   | 2    | 1:33.5  | 頭位   | 星運爵士     |
| 28/1/2007  | 沙田 | 草1600 | HKG1 | 董事盃              | 126  | 韋達   | 13   | 1    | 1:34.1  | 1 1/4  | （終身美麗） |
| 18/3/2007  | 沙田 | 草1600 | HKG2 | 主席錦標            | 128  | 韋達   | 7    | 2    | 1:34.3  | 1/2    | 好爸爸       |
| 16/3/2008  | 沙田 | 草1400 | HKG1 | 女皇銀禧紀念盃      | 126  | 韋達   | 12   | 8    | 1:22.2  | 5 1/2  | 好爸爸       |
| 6/4/2008   | 沙田 | 草1600 | HKG2 | 主席錦標            | 123  | 韋達   | 10   | 1    | 1:33.7  | 頸位   | （喜聚寶）   |
| 27/4/2008  | 沙田 | 草1600 | G1   | 冠軍一哩賽          | 126  | 韋達   | 10   | 2    | 1:33.7  | 1      | 好爸爸       |
| 8/6/2008   | 東京 | 草1600 | GI   | 安田紀念賽          | *58  | 韋達   | 18   | 2    | 1:33.3  | 3 1/2  | 伏特加       |
| 23/11/2008 | 沙田 | 草1200 | HKG2 | 香港短途錦標預賽    | 123  | 韋達   | 12   | 5    | 1:08.44 | 1 1/2  | 安畋         |
| 14/12/2008 | 沙田 | 草1600 | G1   | 香港一哩錦標        | 126  | 韋達   | 14   | 6    | 1:33.31 | 3 3/4  | 好爸爸       |
| 15/3/2009  | 沙田 | 草1600 | HKG1 | 女皇銀禧紀念盃      | 126  | 冼毅力 | 13   | 5    | 1:21.66 | 4      | 再領風騷     |
| 5/4/2009   | 沙田 | 草1600 | HKG2 | 主席錦標            | 123  | 普萊西 | 12   | 4    | 1:34.04 | 2 1/4  | 再豐裕       |
| 26/4/2009  | 沙田 | 草1600 | G1   | 冠軍一哩賽          | 126  | 冼毅力 | 11   | 9    | 1:35.44 | 3      | 勝眼光       |
| 7/6/2009   | 東京 | 草1600 | GI   | 安田紀念賽          | *58  | 韋達   | 18   | 8    | 1:34.4  | 5-3/4  | 伏特加       |
| 25/10/2009 | 沙田 | 草1200 | HKG3 | 精英碗              | 127  | 杜利萊 | 14   | 13   | 1:10.24 | 7-3/4  | 創惑         |
| 22/11/2009 | 沙田 | 草1200 | HKG2 | 香港短途錦標預賽    | 123  | 杜利萊 | 14   | 11   | 1:10.12 | 5-3/4  | 鳥語花香     |
| 13/12/2009 | 沙田 | 草1400 |      | 第一班讓賽          | 133  | 韋紀力 | 14   | 2    | 1:22.17 | 短馬頭 | 締造美麗     |
| 1/1/2010   | 沙田 | 草1400 | HKG3 | 華商會挑戰盃        | 120  | 韋達   | 14   | 4    | 1:21.83 | 1      | 再領風騷     |
| 31/1/2010  | 沙田 | 草1600 | HKG1 | 董事盃              | 126  | 柏威廉 | 12   | 5    | 1:34.15 | 1-1/4  | 友誼至上     |
| 7/2/2010   | 沙田 | 草1800 | HKG3 | 百週年紀念銀瓶      | 124  | 勞愛德 | 12   | 5    | 1:50.07 | 3      | 好日子       |
| 14/3/2010  | 沙田 | 草1400 | HKG1 | 女皇銀禧紀念盃      | 126  | 韋紀力 | 8    | 7    | 1:22.90 | 6-3/4  | 鳥語花香     |

*日本中央競馬會官方重量單位為公斤。

## 外部連結
- 香港賽馬會（页面存档备份，存于）
- 血統表（页面存档备份，存于）